# Raoul Wallenberg Academy

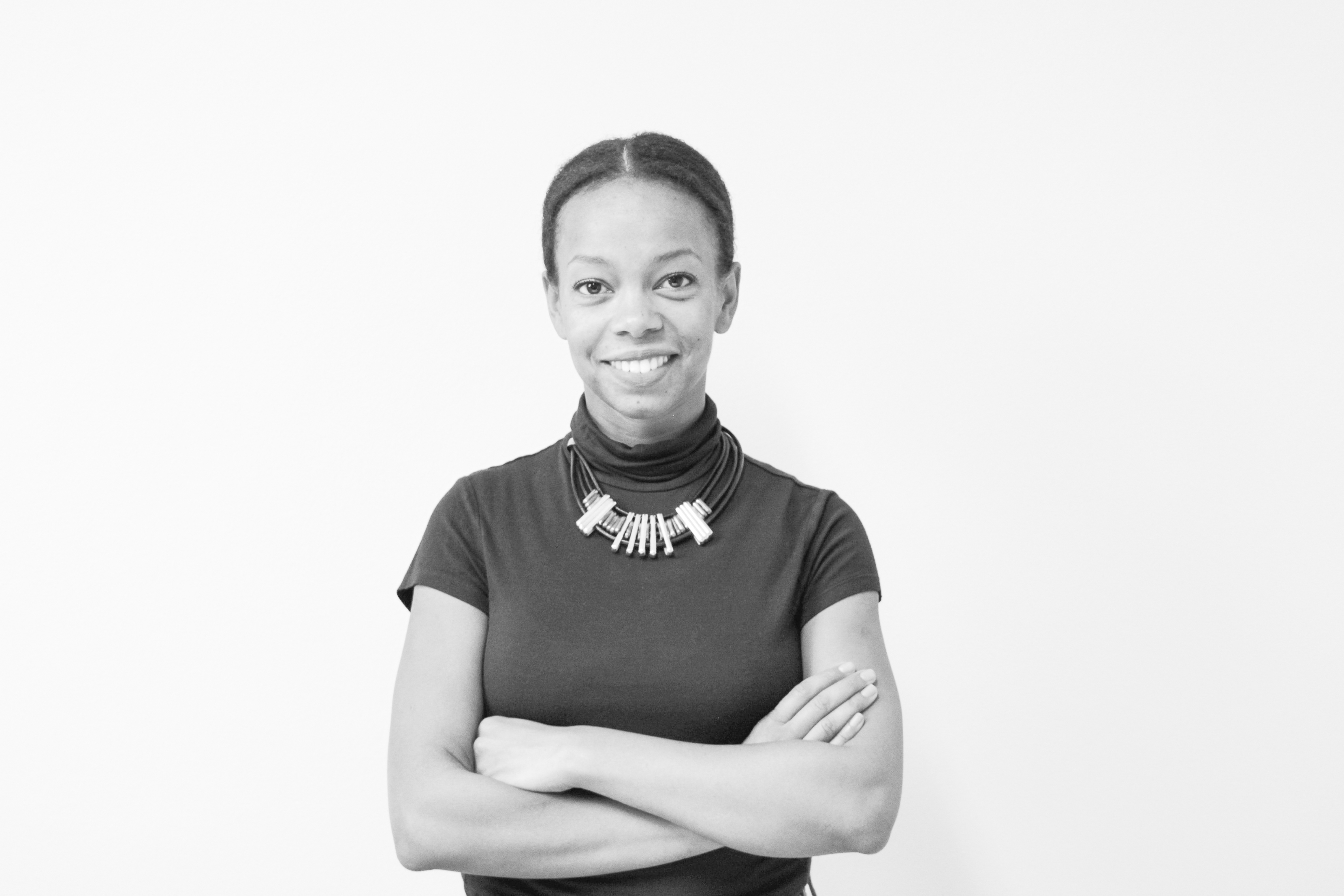
Anna Urombi, generalsekreterare i Raoul Wallenberg Academy sedan 2022.

Raoul Wallenberg Academy (RWA) är en ideell insamlingsstiftelse, grundad 2001 av Raoul Wallenbergs lillasyster Nina Lagergren, juristen Claes Cronstedt och finansmannen Sven Hagströmer. Stiftelsen är politiskt och religiöst obunden och har som syfte att rusta unga att agera med civilkurage i Raoul Wallenbergs anda – för ett medmänskligt samhälle fritt från rasism och främlingsfientlighet.
Med Raoul Wallenbergs gärning och ledarskap som inspiration stärker RWA unga att stå upp för mänskliga rättigheter och bidrar till att bygga grunden för en motståndskraftig demokrati.
RWA engagerar årligen tiotusentals unga genom utbildningar i ledarskap, skolprogram om mänskliga rättigheter samt genom att uppmärksamma Raoul Wallenbergs dag den 27 augusti – Sveriges nationella dag för civilkurage och medmänsklighet. Under denna dag delas Raoul Wallenbergpriset ut i samarbete med Regeringskansliet genom Forum för levande historia, samt det internationella ungdomspriset Young Courage Award i samarbete med Svenska institutet.
Årlig ljusceremoni den 17 januari till minne av Raoul Wallenbergs försvinnande
Årsdagen av Raoul Wallenbergs försvinnande den 17 januari uppmärksammas årligen. Dagen markerar år 1945 då Wallenberg senast sågs i frihet innan han greps av sovjetiska myndigheter i Budapest. Hans vidare öde är fortfarande okänt. Till minne av hans insatser anordnas en årlig ljusceremoni på Raoul Wallenbergs torg i Stockholm, där deltagare tänder ljus till hans minne. Evenemanget arrangeras av RWA och är öppet för allmänheten.

#### Appen Raoul Wallenberg Center
Raoul Wallenberg Center är ett digitalt museum, i en app skapad av RWA. Dedikerat till Raouls liv och gärning för att inspirera unga som gamla till civilkurage och ett medmänskligt samhälle.  
Pieces. A story of Civil Courage är en digital stadsvandring och utställning som låter besökaren lära sig mer om Raoul Wallenbergs liv och gärningar och gå i hans fotspår. I appen får lyssnaren ta del av Raouls historia från barndomsåren på Riddargatan, vidare till Strandvägen 7A där Raoul arbetade och tog beslutet att tacka ja till uppdraget att åka till Budapest och rädda så många judar som möjligt, till hans modiga gärning under förintelsen. Efter att ha tagit del av utställningen får lyssnaren själv ta ställning i olika frågor, reflektera kring sitt civilkurage och sin egen historia.

## Generalsekreterare
- 2022 – Anna Urombi
- 2016–2022 Sarah Scheller
- 2012–2016 Michael Wernstedt